# 라스베가스에서만 생길 수 있는 일
《라스베가스에서만 생길 수 있는 일》(영어: What Happens in Vegas, 영어: WHAT HAPPENS IN Vega$로 표현)은 2008년 공개된 미국의 로맨틱 코미디 영화이다.

## 출연진
- 캐머런 디애즈
- 애슈턴 쿠처
- 롭 코드리
- 레이크 벨
- 트리트 윌리엄스
- 데니스 퍼리나
- 제이슨 수데이키스
- 데니스 밀러
- 잭 갤리퍼내키스
- 미셸 크루직
- 디어드러 오코널
- 크리스틴 리터
- 퀸 라티파
- 빌리 아이크너

## 기타 제작진
- 배역: 에이비 코프먼
- 미술: 스튜어트 워츨
- 세트: 수전 보디
- 의상: 러네이 얼릭 캘퍼스